# Скажи, что ты видела
«Скажи, что ты видела» (англ. Tell Me What You Saw; кор. 본 대로 말하라) — южнокорейская дорама 2020 года, с Чан Хёк, Чхве Суён и Чин Со-ён в главных ролях. Он транслировался на OCN с1 февраля по 22 марта 2020 года.

## Сюжет
О Хён Чжэ (Чан Хёк) был гениальным профайлером, который раскрыл множество нераскрытых дел, используя свои непревзойденные навыки профайлинга. Однажды его невеста была убита в результате взрыва, устроенного серийным убийцей, и после этого Хён Чжэ ушел в подполье. Пять лет спустя происходит новое убийство тем же методом, что убивал серийный убийца. Во время расследования дела руководитель группы Хван Ха Ён (Чин Со-ён) встречает детектива из сельской местности Ча Су Ён (Чхве Суён), которая обладает фотографической памятью. Она познакомила Су Ён с Хён Чжэ, и они вместе пытаются найти серийного убийцу.

## В ролях

### Главные роли
- Чан Хёк — О Хёнчжэ, гениальный криминальный профайлер, ставший отшельником после того, как потерял свою невесту во время взрыва.
- Чхве Суён — Ча Суён, Детектив-новичок из сельской местности с фотографической памятью.
- Чин Со-ён — Хван Хаён, близкая подруга Хёнчжэ и руководитель группы регионального следственного отдела (RIU).

### Повторяющиеся роли

#### Сотрудники полицейского управления Мучона
- Чан Хён-сон — Чхве Хён Пиль, амбициозный старший суперинтендант столичного полицейского управления Мучона.
- Рю Сын Су — Ян Ман Су, детектив-ветеран регионального следственного отдела (RIU).
- Шин Су Хо — Чан Тэ Сон, вспыльчивый и безрассудный детектив в следственном отделе.
- Ю Хи Дже — Ли Джи Мин, талон честного сыщика, придерживающегося принципов, ответственный за мозг в команде.

#### Близкие О Хён Чжэ
- Ли Щи Вон — Хан И Су, подруга Хван Ха Ён и невестка О Хён Чжэ, блестящая виолончелистка.

#### Близкие Ча Су Ён
- Ха Сон Кван — Ча Ман Сок, отец Ча Су Ён, глухонемой.
- Ым Мун Сук — Кан Дон Сик, сельский полицейский, который раньше работал с Су Ён.

### Гостевые роли
- Пэк Джи Вон — Ким На Хи, юрист.
- Юн Сан Хва (в молодости Мун Сон Ён) — Ким Сан Гиль, сбежавшего преступника, убившего мать Су Ён 20 лет назад. Отец Ким Ё Хана.
- Кён Сон Хван — Ким Чон Хвана, главных антагонист, его прозвище Майкл. Отвечает за защиту Ким Ё Хана и Шин Шин Су в «троих». Его нынешняя должность — католический священник, а имя при крещении — Доминик.
- Шин Сын Хван — Ум Су-так, под руководством Ха Тэ Шика, у которого пять лет назад были близкие отношения с Чхве Хён Пилем, он заменяет «Парня» и помогает сделать его известным миру как мертвый.
- Сон Ён Гю — На Чжун Сока, профилир, в настоящее время он в основном активно занимается радиовещанием. Был убит во время прямой трансляции.
- Ли Хён Кюн — доктор Ан, врач О Хён Чжэ
- Чо Ён Джин — Чо Сан Гён, начальник полицейского управления провинции Мучон. Человек, который помог О Хён Чжэ вернуться в полицию.
- Юн Чон Сок, Джос Ганг, двойная личность. Виновник дела об убийстве со змеиным ядом, убивший Ха Тэ Шика. Сын Ха Тэ Шика.
- Ким Ён Ун — Бан Дэ Хо, жестокий начальник полицейского участка Мучон Хваён. Детектив, ведущий дело о наезде на мать Ча Су Ён. Несмотря на то, что он офицер полиции, он коррумпированный детектив, который обычно играет в азартные игры.
- О Чо Хи — мать Ким Ё Хана.
- Ким Дон Гюн — Пак Сун Ун, заместитель начальника полицейского управления провинции Мучон. Звание — лейтенант. Через пять лет после того, как Чхве Хён Пиль был убит, он приказал команде Квансудэ 2 убить «Парня» и О Хён Чже, чтобы скрыть коррупцию в полицейской организации пять лет назад, но потерпел неудачу и был арестован командой Квансудэ 1.
- Ким Хын Рэ — Кан Сын Хван, похититель, который сильно любил себя. Он сдался пять лет назад, заявив, что он «виновен». И умер от того, что его задушил леской «Парень».
- Ким Со Ха — Чон Чан Гу, ветеринар-убийца. Сообщник Кан Сын Хвана.
- Квон О Джин в роли ловца овец
- Пак Джи Хун — Ким Мён У, младшая сестра На Чжун Сока, которая совершает самоубийство в тюрьме после того, как ее ложно обвинили в преступлении, которого она не совершала.
- Джо Ван-ки — Но Сан Чоль, педофил.
- Ким Тэ Юль — Гиль Хён Су, ученик начальной школы. Был похищен Но Сан Чолем.
- Чон Су Гё — Мин Хён Чжу, секретаря Вон Се Юна, директора Wonseo Group. Убив Вон Сэ Юна отравленным вином, она также пыталась убить Ли Ю Ми, но была схвачена О Хён Чже и арестована полицией.
- Со Ын У — Юн Чжон / Ли Ю Ми, выжившая после похищения в прошлом. После интервью Wonse Group она была снова похищена похитителем.
- Ли Га Гён — Ли Джи Сон.
- Ким Со-Ха — Чон Чан Гу.
- Ха Хой Чжон — Пак Чон У.

## Список эпизодов
| №  | Название                                       | Дата премьеры   | Зрители (млн)                  |
| -- | ---------------------------------------------- | --------------- | ------------------------------ |
| 1  | «Мгновение» «An instant, 1/75th of a second»   | 1 февраля 2020  | 2,031 % (Корея) 2,357 % (Сеул) |
| 2  | «Послеобраз» «Ghost Image»                     | 2 февраля 2020  | 3,256 % (Корея) 3,692 % (Сеул) |
| 3  | «Улика» «Evidence»                             | 8 февраля 2020  | 1,668 % (Корея)                |
| 4  | «Почерк» «Signature»                           | 9 февраля 2020  | 3,310 % (Корея) 3,773 % (Сеул) |
| 5  | «Слепота невнимания» «Inattentional Blindness» | 15 февраля 2020 | 2,221 % (Корея) 2,622 % (Сеул) |
| 6  | «Скорость» «Velocity»                          | 16 февраля 2020 | 3,538 % (Корея) 4,433 % (Сеул) |
| 7  | «Отражение» «Reflection»                       | 22 февраля 2020 | 1,840 % (Корея)                |
| 8  | «Переменная» «Variable»                        | 23 февраля 2020 | 3,687 % (Корея) 4,287 % (Сеул) |
| 9  | «Оптическая иллюзия» «Optical Illusion»        | 29 февраля 2020 | 2,224 % (Корея)                |
| 10 | «Декалькомания» «Decalcomanie»                 | 1 марта 2020    | 3,364 % (Корея) 4,161 % (Сеул) |
| 11 | «Кости» «Dice»                                 | 7 марта 2020    | 2,537 % (Корея) 3,016 % (Сеул) |
| 12 | «Движение» «Motion»                            | 8 марта 2020    | 3,753 % (Корея) 4,182 % (Сеул) |
| 13 | «Единичный случай» «Random»                    | 14 марта 2020   | 2,387 % (Корея) 2,909 % (Сеул) |
| 14 | «Взрыв» «Explosion»                            | 15 марта 2020   | 3,759 % (Корея) 4,369 % (Сеул) |
| 15 | «Троица» «Trinity»                             | 21 марта 2020   | 2,430 % (Корея) 3,108 % (Сеул) |
| 16 | «Профориентация» «Liber Proverbiorum 6:17»     | 22 марта 2020   | 4,388 % (Корея) 5,028 % (Сеул) |